# Olympische Sommerspiele 2016/Schwimmen – 200 m Freistil (Männer)
Der Wettbewerb über 200 Meter Freistil der Männer bei den Olympischen Spielen 2016 in Rio de Janeiro wurde am 7. und 8. August 2016 im Olympic Aquatics Stadium ausgetragen. 48 Athleten aus 36 Ländern nahmen daran teil.
Es fanden sechs Vorläufe statt. Die sechzehn schnellsten Schwimmer aller Vorläufe qualifizierten sich für die beiden Halbfinals, die am gleichen Tag (MESZ am nächsten Tag) ausgetragen wurden. Für das Finale am nächsten Tag qualifizierten sich hier die acht schnellsten Starter beider Läufe.

## Vorlauf

### Vorlauf 1
7. August 2016
| Platz | Name                           | Nation                   | Zeit        | Anmerkung |
| ----- | ------------------------------ | ------------------------ | ----------- | --------- |
| 1     | Khader Baqlah                  | Jordanien                | 1:48,42 min |           |
| 2     | Alexei Sancov                  | Moldau                   | 1:48,85 min |           |
| 3     | Anže Tavčar                    | Slowenien                | 1:49,96 min |           |
| 4     | Marcelo Alberto Acosta Jimenez | El Salvador              | 1:51,46 min |           |
| 5     | Noah Mascoll-Gomes             | Niederländische Antillen | 1:53,16 min |           |
| 6     | Mikel Schreuders               | Aruba                    | 1:55,10 min |           |
| 7     | Brandon Schuster               | Samoa                    | 1:57,72 min |           |
| 8     | Ahmed Gebrel                   | Palästina                | 1:59,71 min |           |

### Vorlauf 2
7. August 2016
| Platz | Name                | Nation                 | Zeit        | Anmerkung |
| ----- | ------------------- | ---------------------- | ----------- | --------- |
| 1     | Christian Quintero  | Venezuela              | 1:47,02 min |           |
| 2     | Keyuan Shang        | Volksrepublik China    | 1:48,46 min |           |
| 3     | Marco Belotti       | Italien                | 1:48,71 min |           |
| 4     | Cam Kurle           | Vereinigtes Königreich | 1:49,08 min |           |
| 5     | Alexandre Haldemann | Schweiz                | 1:49,94 min |           |
| 6     | Henrik Christiansen | Norwegen               | 1:50,09 min |           |
| 7     | Phuoc Hoang         | Vietnam                | 1:50,39 min |           |
| 7     | Ahmed Mathlouthi    | Tunesien               | 1:50,39 min |           |

### Vorlauf 3
7. August 2016
| Platz | Name                     | Nation             | Zeit        | Anmerkung |
| ----- | ------------------------ | ------------------ | ----------- | --------- |
| 1     | Felix Auböck             | Österreich         | 1:47,24 min |           |
| 2     | Matthew Stanley          | Neuseeland         | 1:47,37 min |           |
| 3     | Federico Grabich         | Argentinien        | 1:47,41 min |           |
| 4     | Andrea Mitchell D’Arrigo | Italien            | 1:47,46 min |           |
| 5     | Marwan Elkamash          | Ägypten            | 1:47,52 min |           |
| 6     | Welson Sim               | Vereinigte Staaten | 1:47,67 min |           |
| 7     | Nikita Lobinzew          | Russland           | 1:49,35 min |           |
| 8     | Péter Bernek             | Ungarn             | 1:49,73 min |           |

### Vorlauf 4
7. August 2016
| Platz | Name             | Nation             | Zeit        | Anmerkung |
| ----- | ---------------- | ------------------ | ----------- | --------- |
| 1     | Paul Biedermann  | Deutschland        | 1:45,78 min |           |
| 2     | Townley Haas     | Vereinigte Staaten | 1:46,13 min |           |
| 3     | Jérémy Stravius  | Frankreich         | 1:46,67 min |           |
| 4     | Dominik Kozma    | Ungarn             | 1:46,68 min |           |
| 5     | Glenn Surgeloose | Belgien            | 1:47,19 min |           |
| 6     | Yannick Agnel    | Frankreich         | 1:47,35 min |           |
| 7     | Joao de Lucca    | Brasilien          | 1:47,63 min |           |
| 8     | Nicolas Nilo     | Brasilien          | DNS         |           |

### Vorlauf 5
7. August 2016
| Platz | Name                  | Nation              | Zeit        | Anmerkung |
| ----- | --------------------- | ------------------- | ----------- | --------- |
| 1     | Sun Yang              | Volksrepublik China | 1:45,75 min |           |
| 2     | Chad Le Clos          | Südafrika           | 1:45,89 min |           |
| 3     | Sebastiaan Verschuren | Niederlande         | 1:46,32 min |           |
| 4     | Thomas Fraser-Holmes  | Australien          | 1:46,49 min |           |
| 5     | Myles Brown           | Südafrika           | 1:46,78 min |           |
| 6     | Kacper Majchrzak      | Polen               | 1:47,12 min |           |
| 7     | Christoph Fildebrandt | Deutschland         | 1:47,81 min |           |
| 8     | David McKeon          | Australien          | 1:48,38 min |           |

### Vorlauf 6
7. August 2016
| Platz | Name                | Nation                 | Zeit        | Anmerkung |
| ----- | ------------------- | ---------------------- | ----------- | --------- |
| 1     | Conor Dwyer         | Vereinigte Staaten     | 1:45,95 min |           |
| 2     | James Guy           | Vereinigtes Königreich | 1:46,13 min |           |
| 3     | Kosuke Hagino       | Japan                  | 1:46,19 min |           |
| 4     | Velimir Stjepanović | Serbien                | 1:46,64 min |           |
| 5     | Alexander Krasnych  | Russland               | 1:47,15 min |           |
| 6     | Matias Koski        | Finnland               | 1:47,40 min |           |
| 7     | Dion Dreesens       | Niederlande            | 1:47,76 min |           |
| 8     | Taehwan Park        | Südkorea               | 1:48,06 min |           |

## Halbfinale

### Halbfinale 1
9. August 2016, MESZ
| Platz | Name                 | Nation                 | Zeit        | Anmerkung |
| ----- | -------------------- | ---------------------- | ----------- | --------- |
| 1     | Conor Dwyer          | Vereinigte Staaten     | 1:45,55 min |           |
| 2     | Paul Biedermann      | Deutschland            | 1:45,69 min |           |
| 3     | James Guy            | Vereinigtes Königreich | 1:46,23 min |           |
| 4     | Kacper Majchrzak     | Polen                  | 1:46,30 min |           |
| 5     | Sebastian Verschuren | Niederlande            | 1:46,34 min |           |
| 6     | Myles Brown          | Südafrika              | 1:46,57 min |           |
| 7     | Velimir Stjepanović  | Serbien                | 1:47,28 min |           |
| 8     | Glenn Surgeloose     | Belgien                | 1:47,36 min |           |

### Halbfinale 2
8. August 2016, MESZ
| Platz | Name                 | Nation              | Zeit        | Anmerkung |
| ----- | -------------------- | ------------------- | ----------- | --------- |
| 1     | Sun Yang             | Volksrepublik China | 1:44,63 min |           |
| 2     | Kosuke Hagino        | Japan               | 1:45,45 min |           |
| 3     | Alexander Krasnych   | Russland            | 1:45,69 min |           |
| 4     | Townley Haas         | Vereinigte Staaten  | 1:45,92 min |           |
| 5     | Chad Le Clos         | Südafrika           | 1:45,94 min |           |
| 6     | Thomas Fraser-Holmes | Australien          | 1:46,24 min |           |
| 7     | Dominik Kozma        | Ungarn              | 1:47,53 min |           |
| 8     | Cristian Quintero    | Venezuela           | 1:48,00 min |           |

## Finale
9. August 2016, MESZ
| Platz | Name               | Nation                 | Zeit        | Anmerkung |
| ----- | ------------------ | ---------------------- | ----------- | --------- |
| 1     | Sun Yang           | Volksrepublik China    | 1:44,65 min |           |
| 2     | Chad Le Clos       | Südafrika              | 1:45,20 min | AFR       |
| 3     | Conor Dwyer        | Vereinigte Staaten     | 1:45,23 min |           |
| 4     | James Guy          | Vereinigtes Königreich | 1:45,49 min |           |
| 5     | Townley Haas       | Vereinigte Staaten     | 1:45,58 min |           |
| 6     | Paul Biedermann    | Deutschland            | 1:45,84 min |           |
| 7     | Kosuke Hagino      | Japan                  | 1:45,90 min |           |
| 8     | Alexander Krasnych | Russland               | 1:45,91 min |           |